# アルバート・ジュリアス・オルソン
アルバート・ジュリアス・オルソン（Albert Julius Olsson RA、1864年2月1日 - 1942年9月7日）はスウェーデン人の父親を持つイギリスの海洋画家である。19世紀後半から多くの画家が集まったコーンウォール州の海岸の村、セント・アイヴスで活動し、主に海の風景を描いた。

## 略歴
イギリスのロンドンで、スウェーデン人の父親とイギリス人の母親の間に生まれた。兄に成功した実業家のウィリアム・オルソン（William Olsson、1862年 - 1923年）がいる。スウェーデンのヴェルムランド県の高校で学びエレブルーの工業学校で学んだ。独学で絵を学び、1887年にニューリンの展覧会に出展した。1890年にはロンドンのロイヤル・アカデミー・オブ・アーツの展覧会に作品が受理され、1891年にはニュー・イングリッシュ・アート・クラブに加入した。20年近く、セント・アイヴスに住み、ルイス・グライアー(Louis Grier、1864年 - 1920年）やアルジャーノン・タルマージ（Algernon Talmage、1871年 – 1939年）とともに美術学校を経営した。ここで学んだ画家にはメアリー・マクロッサンやヘイリー・リーヴァー、ガイ・コートライト、エミリー・カー、ジョン・アンソニー・パーク、チャールズ・デヴィッド・ジョーンズ・ブライアントらがいた 。1903年にはパリのサロンに出展し金賞を得た。熱心なヨットマンとしても知られ、夏はヨットでクルージングを楽しみ、美術雑誌、「The Studio」には「オルソンはシリー諸島からイギリスのワイト島への航路を普通の人にとっての最寄りの駅に行く道のようにを知っている。」と評している。
1912年にロンドンに移り、1914年にロイヤル・アカデミー・オブ・アーツの準会員に選ばれ、1920年に正会員に選ばれた。第一次世界大戦中はイギリス海軍志願予備員（Royal Naval Volunteer Reserve、RNVR）の将校になり、商船のカモフラージュ塗装に参加した。1925年にアイルランド人の競走馬のブリーダーの娘と再婚した後はアイルランドやスウェーデンを旅して風景画を描いた。
第二次世界大戦でロンドンのスタジオが空襲で被害を受けた後、1942年にアイルランドのダブリン県ダン・レアリー＝ラスダウン市のドーキー（Dalkey）で死去した。

## 作品

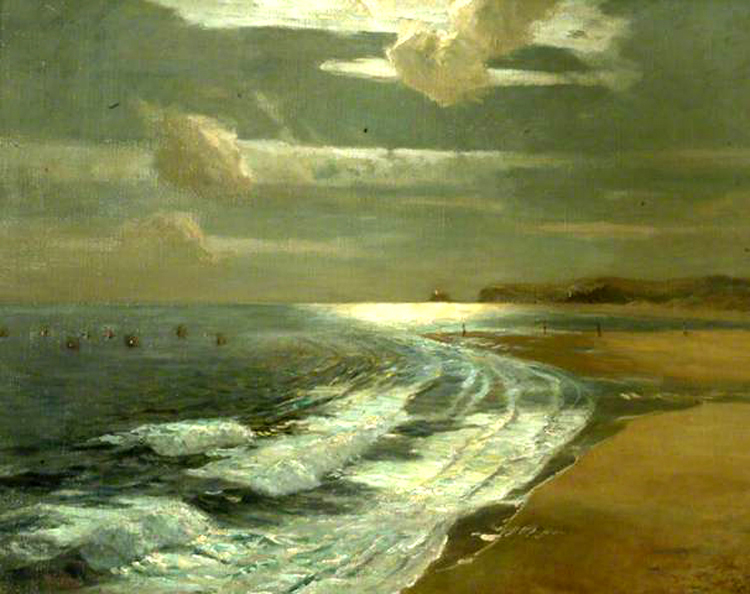
月夜のセント・アイヴス
サンリュスの大西洋岸
サンリュスの大西洋岸